# Jorge de Laodiceia
Jorge de Laodiceia, também chamado de Jorge da Capadócia, foi um arcebispo de Alexandria ariano do século IV, atuante entre 356 até 361

## Primeiros anos
De acordo com Amiano Marcelino, ele era um nativo de Epifânia, na Cilícia. Gregório de Nazianzo nos conta que seu pai era um limpador de algodão e que ele próprio logo se tornou notório como um parasita de natureza tão má que ele poderia se vender pelo preço de um bolo. Após muitas idas e vindas, nas quais ele parece ter juntado uma considerável fortuna, primeiro como um fornecedor para o exército e depois como coletor de impostos, ele finalmente chegou até Alexandria.
Uma obra anônima contra os maniqueístas descoberta por Paul de Legarde em 1859 num manuscrito de Tito de Bostra tem sido atribuída a ele.
As fontes originais para a vida de Jorge são Amiano, Gregório, Epifânio de Salamina e Atanásio. Sua personalidade foi retratada com um fidelidade gráfica por Edward Gibbon no vigésimo terceiro capítulo de sua "História do Declínio e Queda do Império Romano", embora Gibbon tenha feito confusão entre Jorge da Capadócia e São Jorge.

## Arcebispo de Alexandria
Não se sabe como ou quando ele obteve as ordens eclesiásticas. Porém, quando Atanásio de Alexandria foi novamente exilado em 356, Jorge foi promovido pela influência da então prevalente facção ariana para a posição que ele deixara vaga. Sua posição teológica era semiariana (ou homoiousiana) e seus associados eram Eustácio de Sebaste e Basílio de Ancira. Por estímulo de Jorge, a segunda fórmula de Sirmio (promulgada no Concílio de Sirmio em 357), que era conciliadora para os arianos puristas, foi atacada no Concílio de Ancira em 358 Suas perseguições aos ortodoxos (homoousianos) foram tão severas que provocaram uma rebelião e ele foi obrigado a fugir para salvar a vida, com a sua autoridade só podendo ser restaurada com dificuldade e com ajuda militar. Não aprendendo com a experiência, ele renovou a sua tática tirânica, perseguindo cristãos e pagãos com a mesma ferocidade. Isso elevou os ânimos a tal ponto que, quando da ascensão de Juliano, o Apóstata, sua deposição foi rapidamente proclamada e ele foi preso. A população então o arrastou dali e ele foi linchado, com seu corpo sendo finalmente atirado ao mar em 24 de dezembro de 361
Com toda a brutalidade e sordidez de seu caráter, Jorge cultivava um gosto literário muito refinado e, no curso de sua conturbada carreira, ele encontrou meios de montar uma esplêndida biblioteca, que Juliano ordenou que fosse levada para Antioquia para seu próprio uso.